# Sopubia mannii
Sopubia mannii är en snyltrotsväxtart som beskrevs av Sidney Alfred Skan. Sopubia mannii ingår i släktet Sopubia och familjen snyltrotsväxter.

## Underarter
Arten delas in i följande underarter:
- S. m. linearifolia
- S. m. metallorum
- S. m. tenuifolia